# Discographie d'Infinite
La discographie du boys band sud-coréen Infinite est constituée de quatre albums studios, six mini-albums et de vingt-sept singles.

## Albums

### Albums studios
| Titre                                                                              | Détails de l'album | Meilleures positions | Meilleures positions | Ventes                                          |        |        |
| Titre                                                                              | Détails de l'album | COR                  | JPN                  | Ventes                                          |        |        |
| Coréen                                                                             | Coréen | Coréen               | Coréen               | Coréen                                          | Coréen | Coréen |
| ---------------------------------------------------------------------------------- | --- | -------------------- | -------------------- | ----------------------------------------------- | ------ | ------ |
| Over the Top                                                                       | - Date de sortie : 21 juillet 2011 - Réédition : 26 septembre 2011 (Paradise) - Labels : Woollim Entertainment, CJ E&M - Formats : CD, téléchargement numérique      | 2                    | —                    | - COR : plus de 186 003,                        |        |        |
| Season 2                                                                           | - Date de sortie : 21 mai 2014 - Réédition : 22 juillet 2014 (Be Back) - Labels : Woollim Entertainment, LOEN Entertainment - Formats : CD, téléchargement numérique | 1                    | 18                   | - COR : plus de 246 248, - JPN : plus de 10 200 |        |        |
| Japonais                                                                           | |                      |                      |                                                 |        |        |
| Koi ni Ochiru Toki                                                                 | - Date de sortie : 5 juin 2013 - Labels : Universal D, Woollim Contests - Formats : CD, téléchargement numérique                                                     | —                    | 1                    | - JPN : plus de 76 530                          |        |        |
| For You                                                                            | - Date de sortie : 16 décembre 2015 - Labels : Delicious Deli Records, Woollim Contests - Formats : CD, téléchargement numérique                                     | —                    | 3                    | - JPN : plus de 24 638                          |        |        |
| "—" signifie que l'album ne s'est pas classé ou n'est pas sorti dans cette région. | |                      |                      |                                                 |        |        |

### Mini-albums (EPs)
| Titre                                                                              | Détails de l'album | Meilleures positions | Meilleures positions | Ventes                                          |
| Titre                                                                              | Détails de l'album | COR                  | JPN                  | Ventes                                          |
| Coréen                                                                             | Coréen | Coréen               | Coréen               | Coréen                                          |
| ---------------------------------------------------------------------------------- | --- | -------------------- | -------------------- | ----------------------------------------------- |
| First Invasion                                                                     | - Date de sortie : 9 juin 2010 - Label : CJ E&M - Formats : CD, téléchargement numérique                                           | 10                   | —                    | - COR : plus de 50 867,                         |
| Evolution                                                                          | - Date de sortie : 6 janvier 2011 - Label : CJ E&M - Formats : CD, téléchargement numérique                                        | 3                    | —                    | - COR : plus de 68 551,                         |
| Infinitize                                                                         | - Date de sortie : 15 mai 2012 - Labels : Woollim Entertainment, LOEN Entertainment - Formats : CD, téléchargement numérique       | 2                    | —                    | - COR : plus de 160 377, - JPN : plus de 13 345 |
| New Challenge                                                                      | - Date de sortie : 21 mars 2013 - Labels : Woollim Entertainment, LOEN Entertainment - Formats : CD, téléchargement numérique      | 1                    | 16                   | - COR : plus de 165 151, - JPN : plus de 16 452 |
| Reality                                                                            | - Date de sortie : 13 juillet 2015 - Labels : Woollim Entertainment, LOEN Entertainment - Formats : CD, téléchargement numérique   | 1                    | 13                   | - COR : plus de 151 144 - JPN : plus de 7 088   |
| Infinite Only                                                                      | - Date de sortie : 19 septembre 2016 - Labels : Woollim Entertainment, LOEN Entertainment - Formats : CD, téléchargement numérique | 1                    | 14                   | - COR : plus de 109 751 - JPN : plus de 5 932   |
| "—" signifie que l'album ne s'est pas classé ou n'est pas sorti dans cette région. | |                      |                      |                                                 |

### Albums singles
| Titre                                                                              | Détails de l'album                                                                                          | Meilleures positions | Ventes                   |
| Titre                                                                              | Détails de l'album                                                                                          | COR                  | Ventes                   |
| Coréen                                                                             | Coréen | Coréen               | Coréen                   |
| ---------------------------------------------------------------------------------- | --- | -------------------- | ------------------------ |
| Inspirit                                                                           | - Date de sortie : 17 mars 2011 - Label : CJ E&M - Formats : CD, téléchargement numérique                   | 3                    | - COR : plus de 68 097,  |
| Destiny                                                                            | - Date de sortie : 16 juillet 2013 - Label : Woollim Entertainment - Formats : CD, téléchargement numérique | 1                    | - COR : plus de 164 432, |
| "—" signifie que l'album ne s'est pas classé ou n'est pas sorti dans cette région. | |                      |                          |

### Compilations
| Titre                                                                              | Détails de l'album | Meilleures positions | Meilleures positions | Ventes                 |
| Titre                                                                              | Détails de l'album | COR                  | JPN                  | Ventes                 |
| Coréen                                                                             | Coréen | Coréen               | Coréen               | Coréen                 |
| ---------------------------------------------------------------------------------- | --- | -------------------- | -------------------- | ---------------------- |
| The Origin                                                                         | - Date de sortie : 10 avril 2014 - Label : Woollim Entertainment - Formats : CD, téléchargement numérique                    | 1                    | —                    | - COR : plus de 29 950 |
| One Great Step Returns Live                                                        | - Date de sortie : 9 avril 2015 - Label : Woollim Entertainment - Formats : CD, téléchargement numérique                     | 1                    | —                    | - COR : plus de 13 020 |
| Japonais                                                                           | |                      |                      |                        |
| Best of Infinite                                                                   | - Date de sortie : 31 août 2016 - Labels : Delicious Deli Records, Woollim Contests - Formats : CD, téléchargement numérique | —                    | 3                    | - JPN : plus de 13 493 |
| "—" signifie que l'album ne s'est pas classé ou n'est pas sorti dans cette région. | |                      |                      |                        |

### Albums des sous-groupes
| Nom du sous-groupe                                                                 | Titre       | Détails de l'album                                                                                          | Meilleures positions | Meilleures positions | Ventes                 |
| Nom du sous-groupe                                                                 | Titre       | Détails de l'album                                                                                          | COR                  | JPN                  | Ventes                 |
| Coréen                                                                             | Coréen      | Coréen | Coréen               | Coréen               | Coréen                 |
| ---------------------------------------------------------------------------------- | ----------- | --- | -------------------- | -------------------- | ---------------------- |
| Infinite H                                                                         | Fly High    | - Date de sortie : 11 janvier 2013 - Label : Woollim Entertainment - Formats : CD, téléchargement numérique | 2                    | —                    | - COR : plus de 93 884 |
| Infinite F                                                                         | Azure       | - Date de sortie : 2 décembre 2014 - Label : Woollim Entertainment - Formats : CD, téléchargement numérique | 1                    | —                    | - COR : plus de 52 914 |
| Infinite H                                                                         | Fly Again   | - Date de sortie : 26 janvier 2015 - Label : Woollim Entertainment - Formats : CD, téléchargement numérique | 1                    | —                    | - COR : plus de 41 888 |
| Japonais                                                                           |             | |                      |                      |                        |
| Infinite F                                                                         | Koi no Sign | - Date de sortie : 19 novembre 2014 - Label : Universal D - Formats : CD, téléchargement numérique          | —                    | 6                    | - JPN : plus de 32 866 |
| "—" signifie que l'album ne s'est pas classé ou n'est pas sorti dans cette région. |             | |                      |                      |                        |

## Singles
| Titre | Année  | Meilleures positions | Meilleures positions | Meilleures positions | Meilleures positions | Meilleures positions | Ventes                    | Album                               |        |        |        |
| Titre | Année  | COR Gaon             | COR Billboard        | JPN Oricon           | JPN Billboard        | JPN RIAJ             | Ventes                    | Album                               |        |        |        |
| Coréen | Coréen | Coréen               | Coréen               | Coréen               | Coréen               | Coréen               | Coréen                    | Coréen                              | Coréen | Coréen | Coréen |
| --- | ------ | -------------------- | -------------------- | -------------------- | -------------------- | -------------------- | ------------------------- | ----------------------------------- | ------ | ------ | ------ |
| Come Back Again | 2010   | 67                   | —                    | —                    | —                    | —                    | - COR : —                 | First Invasion                      |        |        |        |
| She's Back | 2010   | 66                   | —                    | —                    | —                    | —                    | - COR : —                 | First Invasion                      |        |        |        |
| BTD (Before the Dawn) | 2011   | 45                   | —                    | —                    | —                    | —                    | - COR : —                 | Evolution                           |        |        |        |
| Nothing's Over | 2011   | 22                   | —                    | —                    | —                    | —                    | - COR : plus de 653 738   | Inspirit                            |        |        |        |
| Can U Smile (Broadcasting ver.) | 2011   | 38                   | —                    | —                    | —                    | —                    | - COR : plus de 139 790   | Inspirit                            |        |        |        |
| Be Mine | 2011   | 12                   | 10                   | —                    | —                    | —                    | - COR : plus de 2 079 203 | Over The Top                        |        |        |        |
| Paradise | 2011   | 3                    | 6                    | —                    | —                    | —                    | - COR : plus de 1 563 259 | Paradise                            |        |        |        |
| White Confession (Lately) | 2011   | 6                    | 9                    | —                    | —                    | —                    | - COR : plus de 877 246   | 하얀 고백 (Lately) (Single digital) |        |        |        |
| Cover Girl (Live ver.) | 2012   | 63                   | 52                   | —                    | —                    | —                    | - COR : plus de 237 941   | Second Invasion (Single digital)    |        |        |        |
| The Chaser | 2012   | 7                    | 8                    | —                    | —                    | —                    | - COR : plus de 1 545 536 | Infinitize                          |        |        |        |
| Man In Love | 2013   | 6                    | 6                    | —                    | —                    | —                    | - COR : plus de 736 454   | New Challenge                       |        |        |        |
| Destiny | 2013   | 3                    | 3                    | —                    | —                    | —                    | - COR : plus de 522 346   | Destiny                             |        |        |        |
| Request | 2013   | 40                   | 50                   | —                    | —                    | —                    | - COR : plus de 80 811    | Galaxy Music (Single digital)       |        |        |        |
| Last Romeo | 2014   | 7                    | 8                    | —                    | —                    | —                    | - COR : plus de 369 721   | Season 2                            |        |        |        |
| Back | 2014   | 2                    | N/A                  | —                    | —                    | —                    | - COR : plus de 401 171   | Be Back                             |        |        |        |
| Together | 2014   | 28                   | N/A                  | —                    | —                    | —                    | - COR : plus de 28 686    | Grow OST (Single digital)           |        |        |        |
| Bad | 2015   | 6                    | N/A                  | —                    | —                    | —                    | - COR : plus de 374 040   | Reality                             |        |        |        |
| That Summer (The Second Story) | 2016   | 67                   | N/A                  | —                    | —                    | —                    | - COR : plus de 35 825    | That Summer 3 (Single digital)      |        |        |        |
| The Eye | 2016   | 8                    | N/A                  | —                    | —                    | —                    | - COR : plus de 143 160   | Infinite Only                       |        |        |        |
| Japonais |        |                      |                      |                      |                      |                      |                           |                                     |        |        |        |
| BTD (Before the Dawn) | 2011   | —                    | —                    | 7                    | 20                   | 6                    | - JPN : plus de 26 333    | Koi ni Ochiru Toki                  |        |        |        |
| Be Mine | 2012   | —                    | —                    | 2                    | 3                    | —                    | - JPN : plus de 57 073    | Koi ni Ochiru Toki                  |        |        |        |
| She's Back | 2012   | —                    | —                    | 3                    | 4                    | —                    | - JPN : plus de 44 137    | Koi ni Ochiru Toki                  |        |        |        |
| Last Romeo ~Kimi ga ireba ī~ | 2014   | —                    | —                    | 2                    | 3                    | —                    | - JPN : plus de 49 003    | For You                             |        |        |        |
| Dilemma | 2014   | —                    | —                    | 3                    | 7                    | —                    | - JPN : plus de 51 522    | For You                             |        |        |        |
| 24 Jikan | 2015   | —                    | —                    | 3                    | 4                    | —                    | - JPN : plus de 56 266    | For You                             |        |        |        |
| Can't Get Over You | 2015   | —                    | —                    | —                    | —                    | —                    | - JPN : —                 | For You                             |        |        |        |
| D.N.A | 2016   | —                    | —                    | —                    | —                    | —                    | - JPN : —                 | Best of Infinite                    |        |        |        |
| "—" signifie que le morceau ne s'est pas classé ou n'est pas sorti dans cette région. * Le Billboard Korea K-Pop Hot 100 a été introduit en août 2011 et s'est arrêté en juillet 2014. |        |                      |                      |                      |                      |                      |                           |                                     |        |        |        |

## Autres chansons classées
| Titre                                          | Année | Meilleures positions | Album         |
| Titre                                          | Année | COR                  | Album         |
| ---------------------------------------------- | ----- | -------------------- | ------------- |
| Voice Of My Heart                              | 2011  | 95                   | Evolution     |
| 3분의1 (⅓)                                     | 2011  | 133                  | Over the Top  |
| Tic Toc                                        | 2011  | 142                  | Over the Top  |
| Julia                                          | 2011  | 161                  | Over the Top  |
| Because (Solo de Sungkyu)                      | 2011  | 199                  | Over the Top  |
| 시간아 ("Time" - Solo de Woohyun)              | 2011  | 176                  | Over the Top  |
| Amazing                                        | 2011  | 175                  | Over the Top  |
| Crying (Infinite H Feat. Baby Soul de Lovelyz) | 2011  | 180                  | Over the Top  |
| Real Story                                     | 2011  | 198                  | Over the Top  |
| Cover Girl                                     | 2011  | 80                   | Paradise      |
| Infinitize                                     | 2012  | 111                  | Infinitize    |
| Feel So Bad                                    | 2012  | 48                   | Infinitize    |
| That Year's Summer                             | 2012  | 56                   | Infinitize    |
| Only Tears                                     | 2012  | 14                   | Infinitize    |
| I Like You                                     | 2012  | 62                   | Infinitize    |
| With...                                        | 2012  | 80                   | Infinitize    |
| Welcome to Our Dream                           | 2013  | 68                   | New Challenge |
| As Good As It Gets                             | 2013  | 33                   | New Challenge |
| Still I Miss You                               | 2013  | 31                   | New Challenge |
| Beautiful                                      | 2013  | 38                   | New Challenge |
| 60 Seconds (Infinite version)                  | 2013  | 44                   | New Challenge |
| An Inconvenient Truth                          | 2013  | 39                   | New Challenge |
| Inception                                      | 2013  | 34                   | Destiny       |
| Going to You                                   | 2013  | 37                   | Destiny       |
| Mom                                            | 2013  | 46                   | Destiny       |
| Follow Me                                      | 2014  | 55                   | Season 2      |
| Rosinante                                      | 2014  | 58                   | Season 2      |
| Breath                                         | 2014  | 61                   | Season 2      |
| Light (Solo de Sungkyu)                        | 2014  | 57                   | Season 2      |
| Alone (Infinite H)                             | 2014  | 56                   | Season 2      |
| Memories                                       | 2014  | 54                   | Season 2      |
| A Person Like Me                               | 2014  | 74                   | Season 2      |
| Reflex                                         | 2014  | 71                   | Season 2      |
| Crazy (Infinite F)                             | 2014  | 75                   | Season 2      |
| Close Your Eyes (Solo de Woohyun)              | 2014  | 73                   | Season 2      |
| Shower                                         | 2014  | 67                   | Season 2      |
| Diamond                                        | 2014  | 20                   | Be Back       |
| Betting                                        | 2015  | 57                   | Reality       |
| Moonlight                                      | 2015  | 24                   | Reality       |
| Walk to Remember                               | 2015  | 38                   | Reality       |
| Between Me and You                             | 2015  | 33                   | Reality       |
| Love Letter                                    | 2015  | 36                   | Reality       |
| Up to You                                      | 2015  | 46                   | Reality       |
| Eternity                                       | 2016  | 77                   | Infinite Only |
| AIR                                            | 2016  | 52                   | Infinite Only |
| One Day                                        | 2016  | 49                   | Infinite Only |
| True Love                                      | 2016  | 57                   | Infinite Only |
| Thank You                                      | 2016  | 56                   | Infinite Only |
| Zero                                           | 2016  | 61                   | Infinite Only |

## Bandes originales
| Année                            | Album                          | Chanson          | Membre(s)         |
| -------------------------------- | ------------------------------ | ---------------- | ----------------- |
| 2012                             | Shut Up Flower Boy Band OST    | Love U Like U    | L avec Kim Ye-rim |
| 2012                             | What is Mom OST                | She's a Fantasy  | Tous              |
| 2013                             | L's Bravo Viewtiful            | It's All For You | L                 |
| 2014                             | Telemonster                    | Monster Time     | Tous              |
| Modern Farmer OST                | 사랑이 올 때 (When Love Comes) | Nam Woo-hyun     |                   |
| Grow: Infinite's Real Youth Life | 함께 (Together)                | Tous             |                   |